# Ansonia tiomanica
Ansonia tiomanica là một loài cóc trong họ Bufonidae bản địa của Malaysia.
Các môi trường sống tự nhiên của chúng là các khu rừng ẩm ướt đất thấp nhiệt đới hoặc cận nhiệt đới, sông, karst nội địa, và hang. Loài này đang bị đe dọa do mất nơi sống, và được xếp loại nguy cấp theo Sách đỏ IUCN vì nó chỉ được tìm thấy ở một địa điểm trên đảo Tioman, Malaysia.